# Insula Lupa
Insula Lupa (în maghiară Lupa-sziget) este o insulă de pe Dunăre în Ungaria. Insula este situată pe brațul Szentendre, la vest de mult mai întinsa insulă Szentendre și la 14 km nord de capitala Budapesta. Insula face parte din orașul Budakalász, în districtul Szentendre din județul Pesta.
Insula este locuită și găzduiește un număr de case. Are o lungime de circa 800 de metri, o lățime maximă de circa 200 de metri și este accesibilă doar de pe fluviu. Există o legătură de feribot către Budakalász tot timpul anului.

## Istoric
Insula a fost denumită după Péter Luppa, un proprietar de terenuri din Pomáz. Anterior regularizării cursului Dunării, insula a purtat diverse nume, foarte probabil cele ale foștilor ei proprietari: insula Mereszgyán, insula Morosgyán, insula Petkó sau insula Mészáros. După regularizare, insula a căpătat forma și dimensiunile actuale, iar numele proprietarului de la acea vreme a devenit oficial: insula Luppa.
Insula era inițial împădurită și era folosită pentru pășunat. În 1932, terenul ei a fost cumpărat de compania Dános és Fehér Helvetia, cadastrat și împărțit în parcele, care au fost vândute. Drept rezultat, insula a devenit un loc de petrecere a timpului liber și au fost construite numeroase case de vacanță. Compania Helvetia a experimentat cu stilul Bauhaus, construind în acest mod toate casele de pe una din străzile amenajate pe insulă. Unele dintre clădiri au fost proiectate de arhitectul Lajos Kozma, care a deținut el însuși o casă pe insulă. Alți doi arhitecți, József Körner și Alfréd Forbát și-au proiectat propriile case de vacanță acolo.
Zona este inundată de Dunăre cel puțin o dată pe an (peste nivelul de aproximativ 6 m în Budapesta), de aceea toate casele sunt construite pe piloni. Viitura din 1945 a atins 10 metri, dezrădăcinând copaci și aproape distrugând casele. Însă viitura a adus și numeroase aluviuni, care s-au depus și în fața falezei pe care sunt construite casele de vacanță. În timp, pe aluviuni au crescut sălcii și vegetație, astfel că unele locuințe nu mai au vedere directă la apă.

## În cultură
Pe versoul vechii bancnote ungare de 10 forinți este reprodusă o pictură a lui János Jankó intitulată „Peisaj fluvial”. În fundal, în partea stângă a imaginii, se observă vârful insulei Lupa.
Nyáron egyszerü (Vara e ușor), filmul din 1964 al lui Péter Bacsó, a fost filmat pe insula Lupa.